# Litha

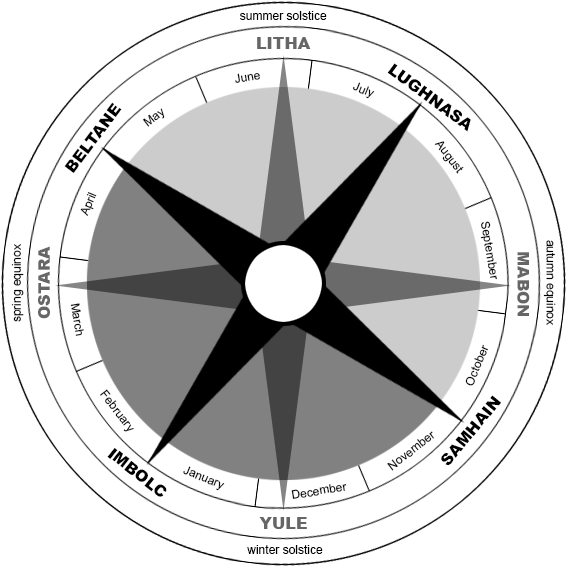
Posizionamento di Litha nella ruota dell'anno.

Litha è una festa pagana. È uno degli otto sabbat, e si celebra al solstizio d'estate (21 giugno nell'emisfero nord).
Il nome appare per la prima volta nel testo De temporum ratione del monaco anglosassone Beda il Venerabile, nel capitolo De mensibus anglorum riguardante le denominazioni dei mesi (Junius Lida, Julius similiter Lida).

Ne Il Signore degli Anelli di Tolkien il nome Litha indicava l'intera stagione estiva.